# Бурвикова, Наталия Дмитриевна
Ната́лия Дми́триевна Бу́рвикова (до 1982 года — Зарубина; род. 17 августа 1945, Москва) — советский и российский лингвист, доктор филологических наук (1982), профессор (1990). 

## Биография
Окончила Московский государственный педагогический институт им. В. И. Ленина. В Научно-методическом центре русского языка при МГУ имени М.В. Ломоносова (впоследствии — Государственном институте русского языка имени А. С. Пушкина) работает с 1966 года. Занимала должности младшего научного сотрудника, учёного секретаря, проректора по учебной и научной работе.
Область научных интересов: лингвокультурология, теория текста.
Лауреат премии Президента РФ в области образования за 2000 год.

## Основные работы
- Методика обучения связной речи. 1977.
- Текст: лингвистический и методический аспект. 1981.
- Типология текстов для аудиторной и внеаудиторной работы. 1981.
- Как тексты становятся прецедентными (в соавт.). 1994.
- Читая и почитая Грибоедова (в соавт.). 1998.
- Старые мехи и молодое вино (в соавт.). 2001.
- Жизнь в мимолетных мелочах (в соавт.). 2006.
- Вот лучшее ученье! (в соавт.). 2010.